# Bataille de Gashua
Insurrection de Boko Haram
Batailles
La Bataille de Gashua a eu lieu dans la nuit du 24 avril 2013, lors de l'Insurrection de Boko Haram. 

## Déroulement
Les combats ont lieu dans la localité de Gashua, une ville située dans l'État de Yobe, au Nord-Est du pays. La bataille se serait déroulée aux alentours d'un commissariat de police attaqué par un groupe de rebelles.
Le bilan, fourni par les autorités locales, fait état d'au moins 25 morts dans l'affrontement dont 5 policiers et 20 rebelles. Selon le représentant de la police de l'État de Yobe, Sanusi Rufai, les assaillants repartent en emportant neuf millions de naira (soit 57 000 dollars ou 44 000 euros) et deux véhicules.
Cette attaque fait suite à une attaque de l'armée fédérale contre les islamistes à Baga, une petite localité de l'État de Borno, situé également au Nord-Est du Nigeria, qui a eu lieu le lundi 22 avril. 